# قره‌سو (ترکیه)
قره‌سو (به ترکی استانبولی: Karasu) شهری است در کشور ترکیه که در استان سقاریه واقع شده‌است. جمعیت این شهر بر اساس سرشماری سال ۲۰۰۸ میلادی ۲۷٬۲۵۷ نفر و بر اساس برآوردهای سال ۲۰۰۹ میلادی ۲۸٬۹۰۷ نفر می‌باشد.